# 肇庆学院
肇庆学院是位于广东省肇庆市的一所公办本科大学，创办于1970年，2000年3月，经中国教育部批准，西江大学和肇庆教育学院合并为肇庆学院。

## 历史
肇庆学院的前身是广东教育行政学院在1970年下放到肇庆地区新兴县高村办学而创立的肇庆地区师范学校，1975年改名为肇庆地区五·七师范学院，1977年6月经国务院批准更名为肇庆师范专科学校，1979年迁至七星岩旅游区继续办学。1985年11月在肇庆师专的基础上成立西江大学，但仍保留肇庆师专，直至1990年12月裁撤肇庆师专并入西江大学，更为西江大学师范部。
肇庆教育学院的前身是1977年成立的肇庆地区师范学校，1980年更名为肇庆地区教师进修学院，1983年更名为肇庆教育学院。
2000年3月，经中国教育部批准，西江大学与肇庆教育学院合并成立本科级别的肇庆学院。2016年6月，广东省教育厅与肇庆市人民政府支持共建肇庆学院。
2021年1月，肇庆学院正式成为广东省属本科高校；6月，肇庆学院大学科技园获“国家大学科技园”认定。2023年11月，位于肇庆职教城的肇庆学院新校区开工建设，分为三期，预计于2027年建设完成。

## 办学规模
肇庆学院有主校区和星湖校区两个校园，主校区为原西江大学校址，而星湖校区则为原肇庆教育学院校址，校园总占地面积为1200多亩。肇庆学院图书馆现有纸质藏书170多万册，电子图书107.3万种，中外文纸质报刊近1500种。
肇庆学院设有经济学、法学、教育学、文学、历史学、理学、工学、农学、管理学、艺术学等10个学科门类共69个本科专业，设立了19个教学机构。并向广东、广西、湖南、甘肃、河南、河北等13省市招生，同时还招收留学生和港澳台学生的资格。

## 对外交流
2000年11月14日，肇庆学院与美国明尼苏达州阿诺卡·莱蒙斯社区学院缔结友好姐妹学校关系。2001年11月13日，肇庆学院和英国博尔顿大学建立友好学校关系。
肇庆学院与英国波尔顿大学、美国莱蒙斯社区学院、日本创价大学、澳大利亚科文大学等学校开展学术交流，从英国、美国、日本等国招收留学生